# 불설법화삼매경
불설법화삼매경(佛說法華三昧經)은 세종특별자치시 부강면에 있는 조선시대의 불경이다. 2012년 12월 31일 세종특별자치시의 유형문화재 제10호로 지정되었다가, 충청남도 공주시로 소유자 및 소재지가 변경됨에 따라 2015년 6월 10일 지정이 해제되었다.

## 개요
「불설법화삼매경」은 유송의 지엄이 번역한 1권의 경이다. 간행기록은 “갑진세고려국대장도감봉칙조조”로 기록되어 있어 개판은 고려 고종 31(1244)년에 이루어졌음을 알 수 있으나, 묵색과 지질 등으로 미루어 조선초기에 인출된 것이 아닌가 한다.
처음부터 불상의 복장에 봉안할 목적으로 인경한 것으로 보이며 끝부분에 대나무로 만든 심이 박혀있다. 본문은 22행이며 매행마다 14자씩이다. 크기는 세로 26.3cm, 가로 676.0cm이다. 전곽의 크기는 세로 22.8cm, 가로 28.5cm이다. 보존상태는 양호하다.

## 참고 자료
- 불설법화삼매경 - 국가유산청 국가유산포털